# 福原信義
福原信義（ふくはら のぶよし、1943年2月 - ）は日本のフィールド言語学者。専門は中東の言語、とりわけアラビア語・コプト語・アラム語が研究テーマ。1966年大阪外国語大学アラビア語専攻卒業後、同教授を務めた。2024年、瑞宝中綬章受章。

## 研究分野
日本では極めて少ない口語コプト語（コプト教会の典礼言語ではない生きたコプト語）や口語アラム語の研究者である。両者共に中東の代表的危機言語であり、とりわけ前者は母語話者が数十名しか残っていない極めて危険な状態にある言語である。福原はインフォーマットを通じた調査・記録に依りこれらの言語の保全に携わっている。サーレ・アーデル・アミン（カイロ大学教授）は中東の日本語教育のため国際交流基金からカイロ大学に派遣されていたときの教え子。